# أوسفالدو سوسا
أوسفالدو سوسا (بالإسبانية: Osvaldo Sosa)‏ (1945 - 2020)، هو لاعرب كرة قدم أرجنتيني. بدأ مسيرته في اللعب عام 1964 مع نادي الماغرو.
من مواليد يوم 26 يناير 1948 في مدينة بوينس آيرس. لعب مع فريق إنديبندينتي و نادي أرجنتينوس جونيورز و نادي فيرو كاريل أويستي ونادي ألماجرو. توفي يوم 6 يوليو 2020.